# 富山銀行 (2代目)
（2代目）株式会社富山銀行（かぶしきがいしゃとやまぎんこう）は、富山橋北銀行が改称したもので、富山県富山市に本拠を構えた北陸銀行の前身の一つ。

## 概要
1896年（明治29年）2月9日に創立総会を開催して、同年3月14日に設立認可を受け、同年4月15日に(株)富山橋北銀行として開業したのが始まりである。
1893年（明治26年）設立の富山倉庫(株)が1896年（明治29年）1月11日に設立認可を受けて改称して銀行業務を開業した(株)富山倉庫銀行を、1902年（明治35年）6月26日に富山倉庫銀行を合併した。
1911年（明治44年）6月19日に富山橋北銀行から（2代目）富山銀行と改称した。
1921年（大正10年）には、8月28日に（2代目）北陸商業銀行（1918年（大正7年）11月に田中銀行が(株)北陸商業銀行と改称）を合併する一方で、同年10月25日には、当行と岩瀬銀行、魚津銀行、越中銀行、黒東銀行、小杉銀行、実業銀行、新湊貯蓄銀行、第四十七銀行、大正昼夜銀行、高岡貯金銀行、礪波銀行、中越銀行、永守貯蓄銀行、氷見銀行、伏木貯蓄銀行、本郷貯蓄銀行の17行の貯蓄銀行業務を統合するため、共同で富山合同貯蓄銀行を設立し、その業務を譲渡するなど事業再編を行った。
戦争遂行のための国策として「一県一行」の方針が採られたことから富山市を拠点としていた十二銀行や高岡市を中心に営業していた高岡銀行、砺波市を中心に営業していた中越銀行と合併して北陸銀行となり、その歴史に終止符を打った。

## 沿革
- 1893年（明治26年）：富山倉庫(株)を設立[1]
- 1896年（明治29年）
  - 1月11日：富山倉庫が銀行設立認可を受けて富山倉庫銀行と改称しし、銀行業務を開業[1]
  - 2月9日：富山橋北銀行の創立総会を開催[1]
  - 3月14日：富山橋北銀行の設立認可を受ける[1]
  - 4月15日：富山橋北銀行を開業[1]
- 1902年（明治35年）6月26日：富山倉庫銀行を合併[1]
- 1911年（明治44年）6月19日：富山橋北銀行から（2代目）富山銀行と改称[1]
- 1918年（大正7年）11月：田中銀行が（2代目）北陸商業銀行と改称[1]
- 1921年（大正10年）
  - 8月28日：（2代目）北陸商業銀行を合併[1]
  - 10月25日：17行共同で富山合同貯蓄銀行を設立し、貯蓄銀行業務を譲渡して統合[1]
- 1943年（昭和18年）
  - 7月27日：十二銀行と中越銀行、高岡銀行との4行により新設合併する北陸銀行の設立総会を開催[1]
  - 7月31日：北陸銀行が開業[1]